# Le Monsieur de minuit
Pour plus de détails, voir Fiche technique et Distribution.
Le Monsieur de minuit est un film français réalisé par Harry Lachman, sorti en 1931.

## Fiche technique
- Titre français : Le Monsieur de minuit
- Réalisation : Harry Lachman
- Scénario : Jean Guitton d'après la pièce Almost a Honeymoon (en) de Walter Ellis
- Chef opérateur : Rudolph Maté, Jacques Montéran, Gérard Perrin
- Pays d'origine : France
- Format : Noir et blanc - Mono
- Genre : comédie
- Date de sortie : 1931
- Affiche : Jean-Adrien Mercier

## Distribution
- Jean Weber : Raoul de Saint-Auban
- Josseline Gaël : Arlette
- Marcel Simon : Jean
- Odette Talazac : Poupette
- Jean Gobet : Durand-Toucourt
- Louis Vonelly : Le monsieur
- Léo Courtois : L'huissier